# Beovizija 2018
L'ottava edizione del Beovizija si è tenuta presso il Sava Centar di Belgrado il 20 febbraio 2018, ed ha selezionato il rappresentante della Serbia all'Eurovision Song Contest 2019 di Tel Aviv.
I vincitori dell'edizione sono stati Sanja Ilić & Balkanika con Nova deca.

## Organizzazione
Dopo due anni di selezione interna, RTS ha deciso di tornare alla selezione nazionale, pertanto fu organizzato per la prima volta dal 2009 il Beovizija, festival musicale serbo nato nel 2003 e soppresso nel 2009.
Le canzoni partecipanti, come da tradizione, dovevano essere obbligatoriamente scritte in serbo, unica lingua ufficiale della Serbia.
La giuria, che ha composto il 50% del punteggio totale, è stata composta da:
- Vojislav Borisavljević, compositore;
- Ivana Peters, cantante, paroliere e compositrice;
- Dušan Alagić, compositore;
- Dejan Petrović, trombettista;
- Željko Vasić, cantante.

## Partecipanti
La lista dei partecipanti annunciata il 22 gennaio 2018.
| Artista                       | Titolo               | Lingua        | Compositori                                           |
| ----------------------------- | -------------------- | ------------- | ----------------------------------------------------- |
| Bass                          | Umoran               | Serbo         | Sofija Milutinović                                    |
| Biber & DJ Niko Bravo         | Svatovi              | Serbo         | Rastko Aksentijević, Nikola Burovac                   |
| Boris Režak                   | Vila                 | Serbo         | Boris Režak, Nikola Raonić                            |
| Danijel Pavlović              | Ruža sudbine         | Serbo         | Danijel Pavlović, Marina Tucaković                    |
| Dušan Svilar                  | Pod krošnjom bagrema | Serbo         | Goran Kovačić                                         |
| Igor Lazarević                | Beži od mene         | Serbo         | Igor Lazarević                                        |
| Ivan Kurtić                   | Ni sunca, ni meseca  | Serbo         | Rastko Aksentijević                                   |
| Koktel Balkan                 | Zato                 | Serbo         | Bojan Jeremić                                         |
| Lana & Aldo                   | Jača od svih         | Serbo         | Lana & Aldo                                           |
| Lord                          | Samo nek se okreće   | Serbo         | Vladimir Preradović Lord                              |
| Maja Nikolić                  | Zemlja čuda          | Serbo         | Vladimir Graić, Mia Pijade                            |
| Osmi Vazduh & Friends         | Probudi se           | Serbo         | Marko Kuzmanović, Lena Kuzmanović                     |
| Rambo Amadeus & Beti Đorđević | Nema te              | Serbo         | Aca Pejčić, Antonije Pušić                            |
| Sanja Ilić & Balkanika        | Nova deca            | Serbo, torlak | Sanja Ilić, Tanja Ilić, Danica Krstić                 |
| Saška Janks                   | Pesma za tebe        | Serbo         | Saška Janks, Marko Nikolić                            |
| SevdahBaby                    | Hajde da igramo sada | Serbo         | Milan Stanković, Predrag Radisavljević, Tijana Žunjić |
| Srđan & Emil                  | Bar da znam          | Serbo         | Srđan Marijanović                                     |

## Finale
La finale si è tenuta il 20 febbraio 2018 presso il Sava Centar di Belgrado ed è stata presentata da Dragana Kosjerina, Kristina Radenković, Branko Veselinović e Aleksandar Stojanović.
Durante la serata si sono esibiti vari ex rappresentanti dell'Eurovision Song Contest: Jelena Tomašević (Serbia 2008), i Regina (Bosnia ed Erzegovina 2009), Marko Kon (Serbia 2009), Milan Stanković (Serbia 2010), Moje 3 (Serbia 2013), Sergej Ćetković (Montenegro 2014), Knez (Montenegro 2015), Bojana Stamenov (Serbia 2015), Sanja Vučić (Serbia 2016), Jacques Houdek (Croazia 2017) e Tijana Bogićević (Serbia 2017).
Sanja Ilić & Balkanika sono stata proclamati vincitori trionfando sia nel televoto che nel voto della giuria.
| #  | Artista                       | Titolo               | Punteggio | Punteggio | Punteggio | Posizione |
| #  | Artista                       | Titolo               | Giuria    | Televoto  | Totale    | Posizione |
| -- | ----------------------------- | -------------------- | --------- | --------- | --------- | --------- |
| 1  | SevdahBaby                    | Hajde da igramo sada | 0         | 0         | 0         | 17        |
| 2  | Rambo Amadeus & Beti Đorđević | Nema te              | 3         | 1         | 4         | 9         |
| 3  | Maja Nikolić                  | Zemlja čuda          | 0         | 3         | 3         | 10        |
| 4  | Srđan & Emil                  | Bar da znam          | 0         | 0         | 0         | 16        |
| 5  | Ivan Kurtić                   | Ni sunca ni meseca   | 8         | 2         | 10        | 6         |
| 6  | Sanja Ilić & Balkanika        | Nova deca            | 12        | 12        | 24        | 1         |
| 7  | Koktel Balkan                 | Zato                 | 1         | 0         | 1         | 11        |
| 8  | Boris Režak                   | Vila                 | 4         | 5         | 9         | 7         |
| 9  | Lana & Aldo                   | Jača od svih         | 0         | 0         | 0         | 15        |
| 10 | Dušan Svilar                  | Pod krošnjom bagrema | 7         | 8         | 15        | 3         |
| 11 | Igor Lazarević                | Beži od mene         | 0         | 0         | 0         | 13        |
| 12 | Saška Janks                   | Pesma za tebe        | 10        | 10        | 20        | 2         |
| 13 | Lord                          | Samo nek se okreće   | 6         | 6         | 12        | 4         |
| 14 | Danijel Pavlović              | Ruža sudbine         | 4         | 2         | 6         | 8         |
| 15 | Bass                          | Umoran               | 0         | 0         | 0         | 14        |
| 16 | Osmi Vazduh & Friends         | Probudi se           | 0         | 0         | 0         | 12        |
| 17 | Biber & DJ Niko Bravo         | Svatovi              | 5         | 7         | 12        | 5         |

## All'Eurovision Song Contest
La Serbia si è esibita 3ª nella seconda semifinale, classificandosi 9ª con 117 punti e qualificandosi per la finale, dove, esibendosi 10ª, la nazione balcanica si è classificata 19ª con 113 punti.

### Voto

#### Giuria
La giuria serba per l'Eurovision Song Contest 2018 è composta da:
- Rade Radivojević, compositore e presidente di giuria;
- Bojana Stamenov, cantante (rappresentante della Serbia all'Eurovision 2015);
- Dejan Cukić, cantante e compositore;
- Tijana Milošević, primo violino;
- Bane Krstić, cantante e compositore.

#### Punti assegnati alla Serbia
| Giurie (45)             | Giurie (45)                 | Giurie (45) | Giurie (45) | Giurie (45)                             |
| 12                      | 10                          | 8           | 7           | 6                                       |
| ----------------------- | --------------------------- | ----------- | ----------- | --------------------------------------- |
| - Montenegro            |                             |             | - Russia    | - Ungheria - Romania - San Marino       |
| 5                       | 4                           | 3           | 2           | 1                                       |
|                         | - Slovenia                  |             |             | - Danimarca - Germania - Italia - Malta |
| Televoto (72)           |                             |             |             |                                         |
| 12                      | 10                          | 8           | 7           | 6                                       |
| - Montenegro - Slovenia | - Francia - Moldavia        |             |             | - Germania - Russia                     |
| 5                       | 4                           | 3           | 2           | 1                                       |
|                         | - Italia - Romania - Svezia |             | - Ungheria  | - Paesi Bassi - Norvegia                |

| Giuria (38)                                  | Giuria (38)          | Giuria (38)            | Giuria (38) | Giuria (38)        |
| 12                                           | 10                   | 8                      | 7           | 6                  |
| -------------------------------------------- | -------------------- | ---------------------- | ----------- | ------------------ |
| - Montenegro                                 | - Azerbaigian        | - Macedonia del Nord   |             |                    |
| 5                                            | 4                    | 3                      | 2           | 1                  |
|                                              |                      | - Albania - San Marino | - Grecia    |                    |
| Televoto (75)                                |                      |                        |             |                    |
| 12                                           | 10                   | 8                      | 7           | 6                  |
| - Croazia - Montenegro - Slovenia - Svizzera | - Macedonia del Nord | - Austria              | - Bulgaria  |                    |
| 5                                            | 4                    | 3                      | 2           | 1                  |
|                                              |                      |                        |             | - Francia - Italia |

#### Punti assegnati dalla Serbia
| Punti | Giuria      | Televoto   |
| ----- | ----------- | ---------- |
| 12    | Svezia      | Ungheria   |
| 10    | Paesi Bassi | Montenegro |
| 8     | Norvegia    | Slovenia   |
| 7     | Montenegro  | Russia     |
| 6     | Australia   | Norvegia   |
| 5     | Danimarca   | Moldavia   |
| 4     | Malta       | Danimarca  |
| 3     | Lettonia    | Australia  |
| 2     | Slovenia    | Ucraina    |
| 1     | Romania     | Svezia     |

| Punti | Giuria      | Televoto        |
| ----- | ----------- | --------------- |
| 12    | Svezia      | Ungheria        |
| 10    | Germania    | Cipro           |
| 8     | Italia      | Slovenia        |
| 7     | Paesi Bassi | Israele         |
| 6     | Norvegia    | Italia          |
| 5     | Moldavia    | Repubblica Ceca |
| 4     | Austria     | Danimarca       |
| 3     | Estonia     | Norvegia        |
| 2     | Israele     | Bulgaria        |
| 1     | Albania     | Moldavia        |